# جوناثان كلاين (رجل أعمال)
جوناثان كلاين (بالإنجليزية: Jonathan Klein) هو شخصية أعمال جنوب أفريقي، ولد في 1960 في جوهانسبرغ في جنوب أفريقيا.